# Іслам в Аргентині
Аргентина є переважно християнською країною, а іслам є релігією меншини. Через світський характер конституції Аргентини мусульмани можуть вільно проповідувати та будувати в країні храми.
Хоча точні статистичні дані щодо релігії недоступні (оскільки національний перепис не вимагає релігійних даних), фактичний розмір мусульманської громади Аргентини оцінюється приблизно в 1 % від загального населення (від 400 000 до 500 000 осіб), згідно з Міжнародним релігійним комітетом (Freedom Report за 2015 рік).

## Історія
Є деякі вказівки на те, що мусульманська присутність на сучасній території Аргентини сягає часів іспанських досліджень і завоювань. Першими згаданими мусульманськими поселенцями були мавританці-мориско XV століття (мусульмани Піренейського півострова північноафриканського та іспанського походження), які досліджували Америку разом з іспанськими колонізаторами, багато з них оселилися в Аргентині, тікаючи від переслідувань в Іспанії.
Проте лише в 19 столітті Аргентина побачила першу справжню хвилю арабів, які оселилися на її території, переважно з Сирії та Лівану. За підрахунками, сьогодні в Аргентині проживає близько 3,5 мільйонів осіб арабського походження, більшість з яких є християнами.
Перші дві мечеті в країні були побудовані в Буенос-Айресі в 1980-х роках: мечеть Ат-Таухід була відкрита в 1983 році шиїтською громадою Буенос-Айреса за підтримки Посольства Ісламської Республіки Іран в Аргентині, а мечеть Аль-Ахмад була відкрита в 1985 році для мусульман-сунітів і є першою будівлею з ісламською архітектурою в країні. Є також кілька мечетей в інших містах по всій країні, зокрема дві в Кордові, дві в Мар-дель-Платі та найпівденніша суфійська мечеть у світі в Ель-Больсоні.
Ісламський культурний центр короля Фахда, найбільша мечеть в Аргентині, був завершений 1996 року за допомогою хранителя двох священних мечетей, тодішнього короля Саудівської Аравії Фахда, на ділянці землі розміром 20 000 м². Загальна площа землі, наданої урядом Аргентини, становить 34 000 м² і була запропонована президентом Карлосом Менемом після його візиту до Саудівської Аравії 1992 року. Проект коштував близько 30 мільйонів доларів США та включає мечеть, бібліотеку, дві школи, парк, розташований у столичному районі середнього класу Палермо.
Ісламська організація Латинської Америки (IOLA), штаб-квартира якої знаходиться в Аргентині, вважається найактивнішою організацією в Латинській Америці в просуванні ісламських афілійованих починань. IOLA проводить заходи для сприяння об'єднанню мусульман, які проживають в Латинській Америці, а також пропаганді ісламу.

## Галерея

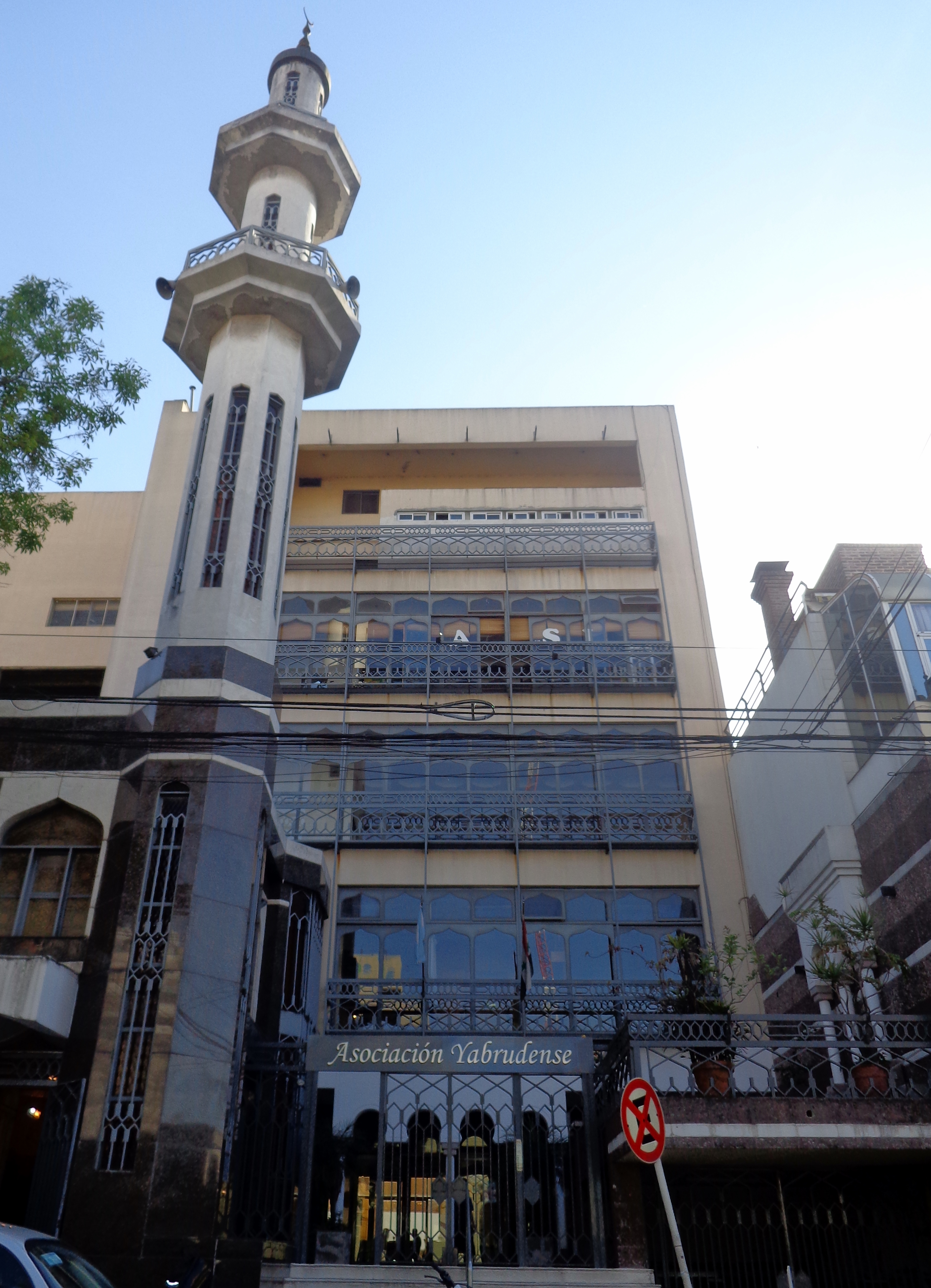
Мечеть Аль-Ахмад
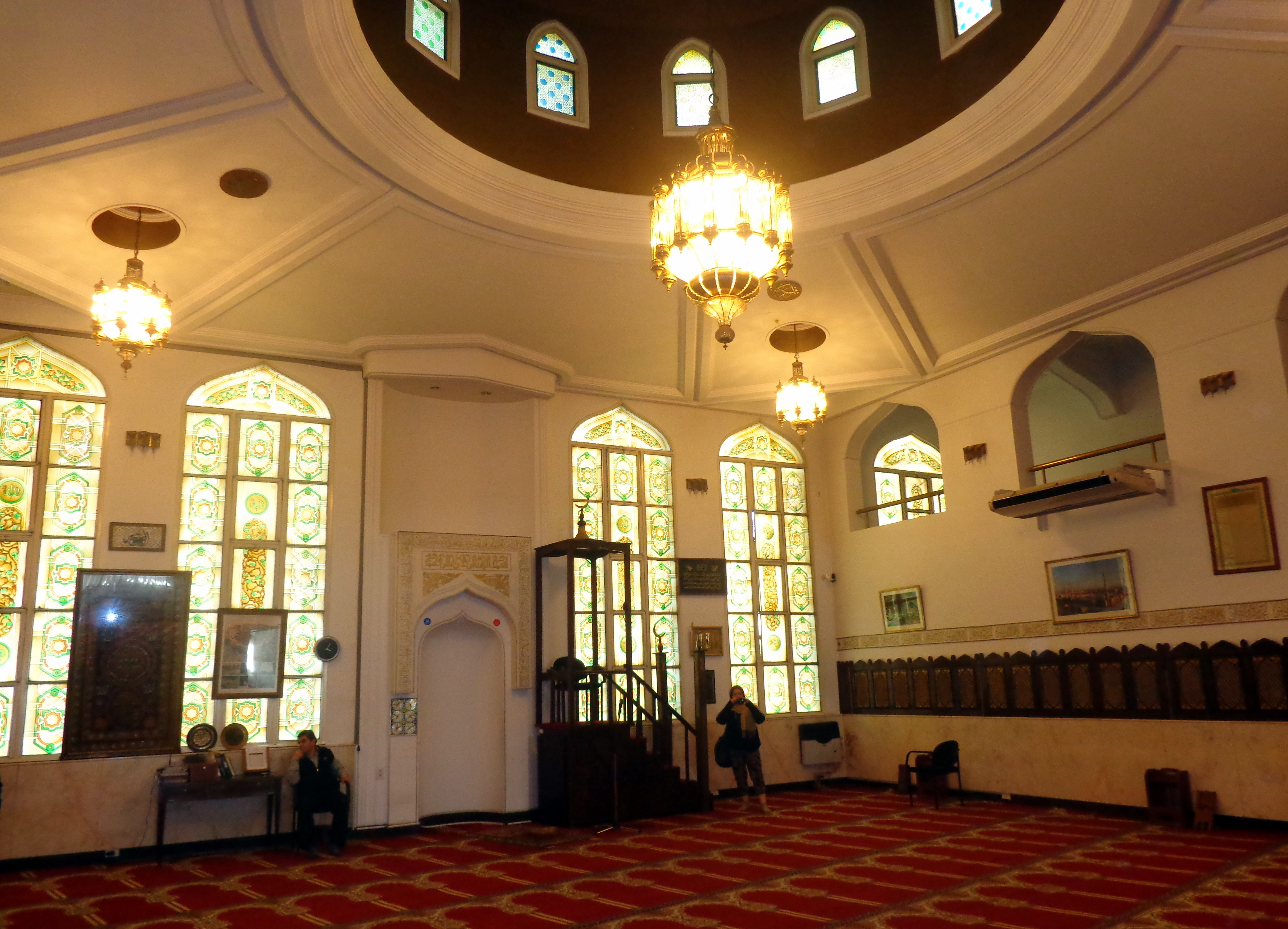
Мечеть Аль-Ахмад
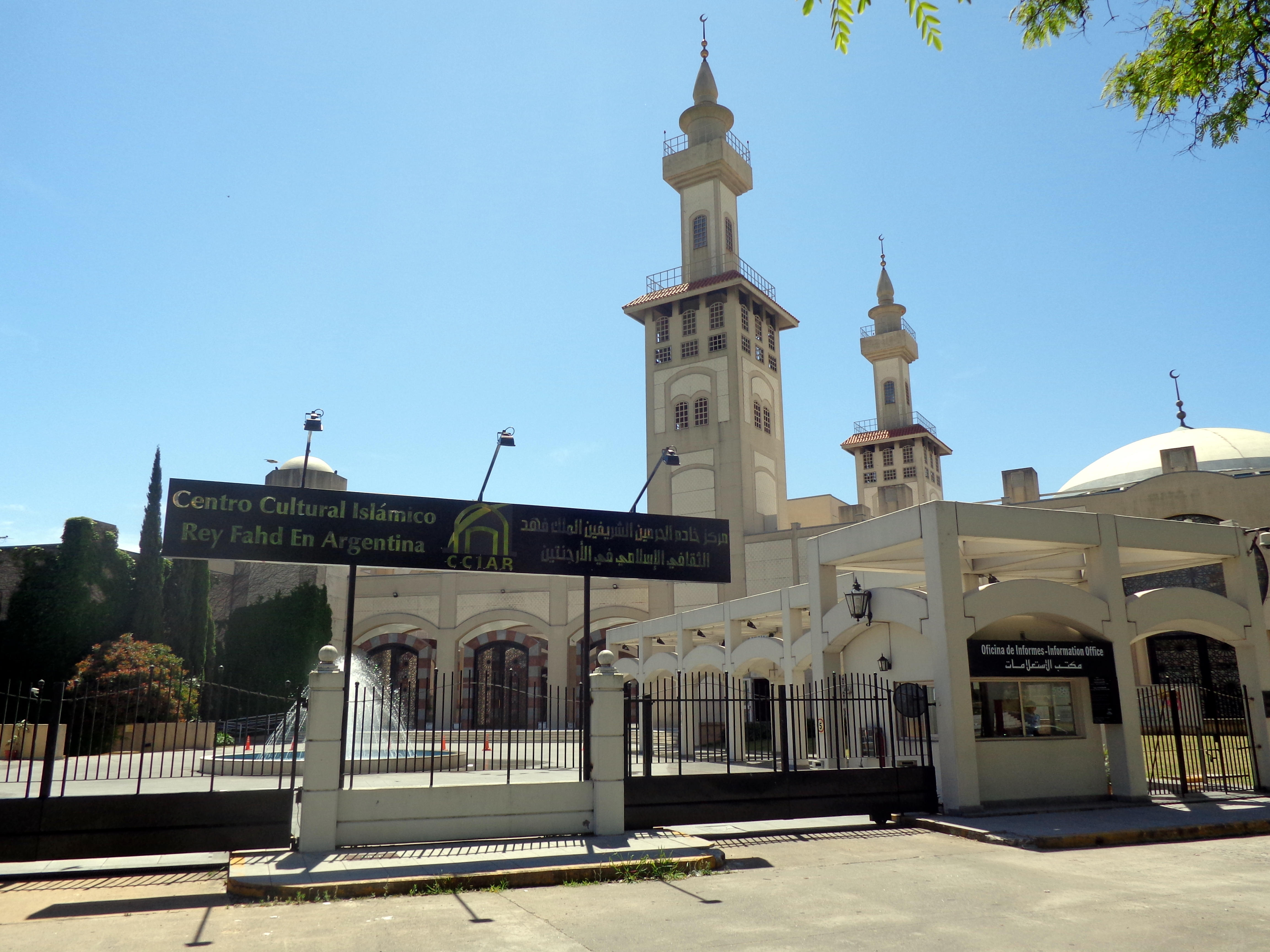
Мечеть ісламського культурного центру короля Фахда в Буенос-Айросі
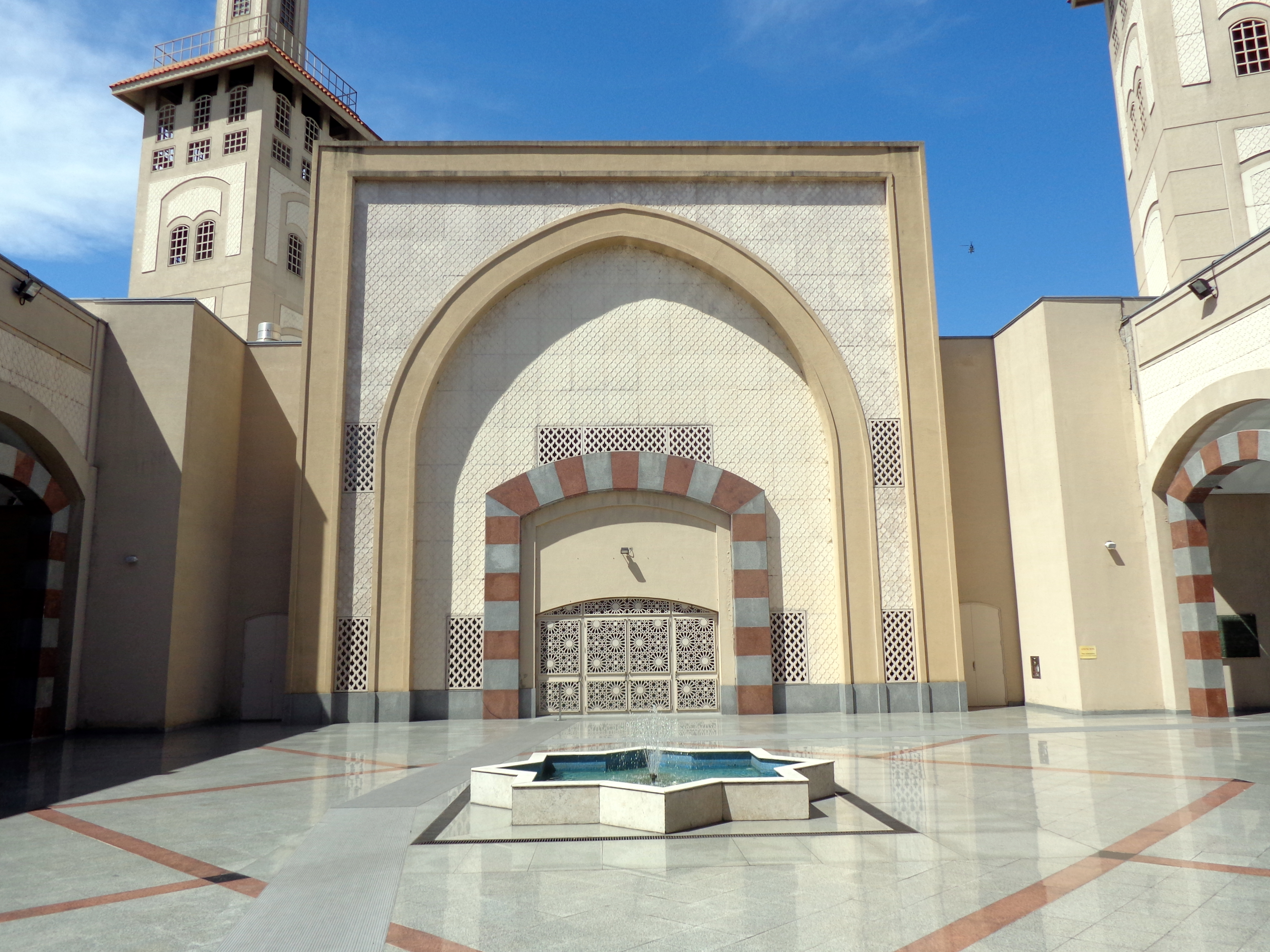
Мечеть ісламського культурного центру короля Фахда в Буенос-Айросі
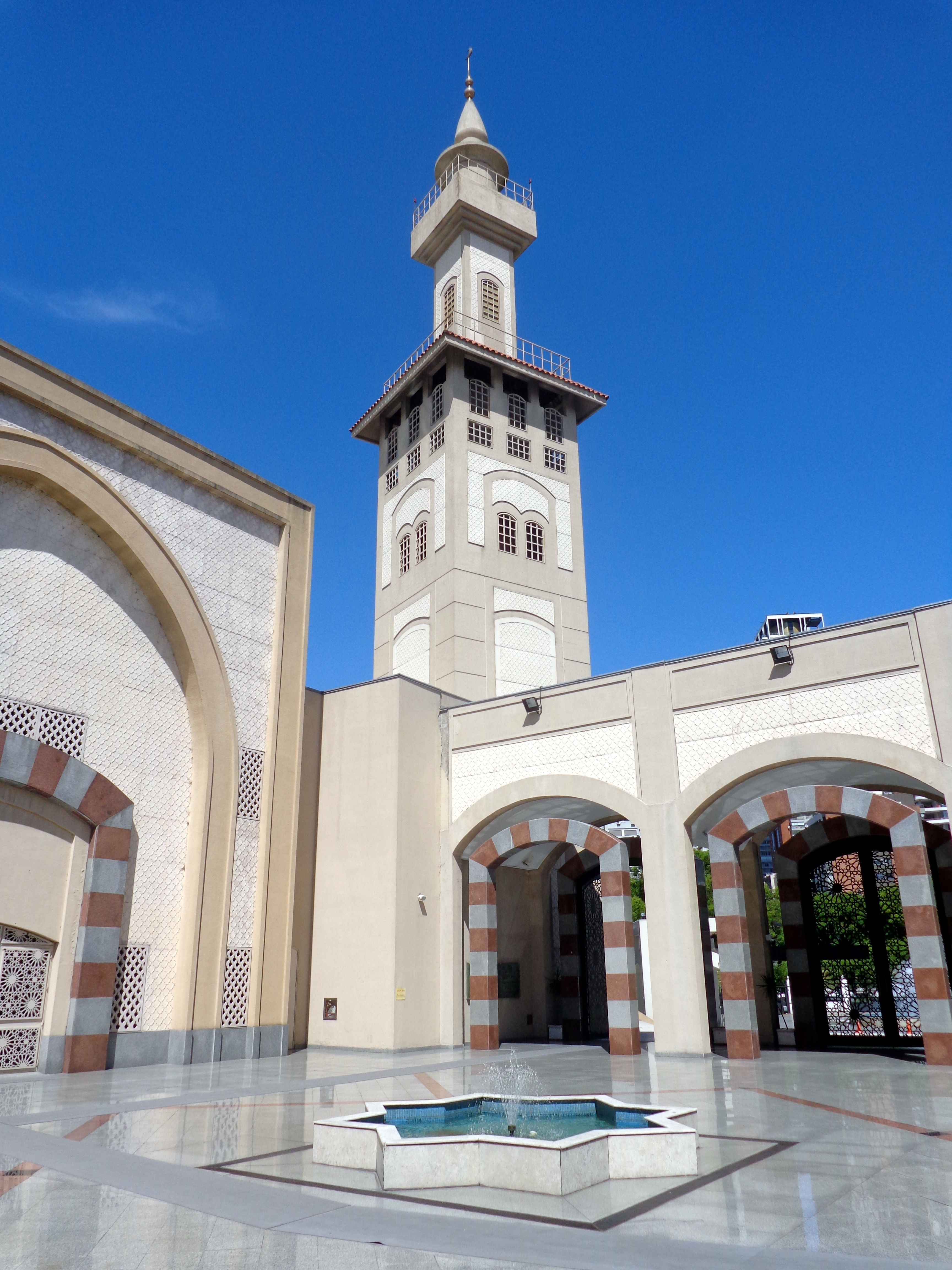
Мінарет
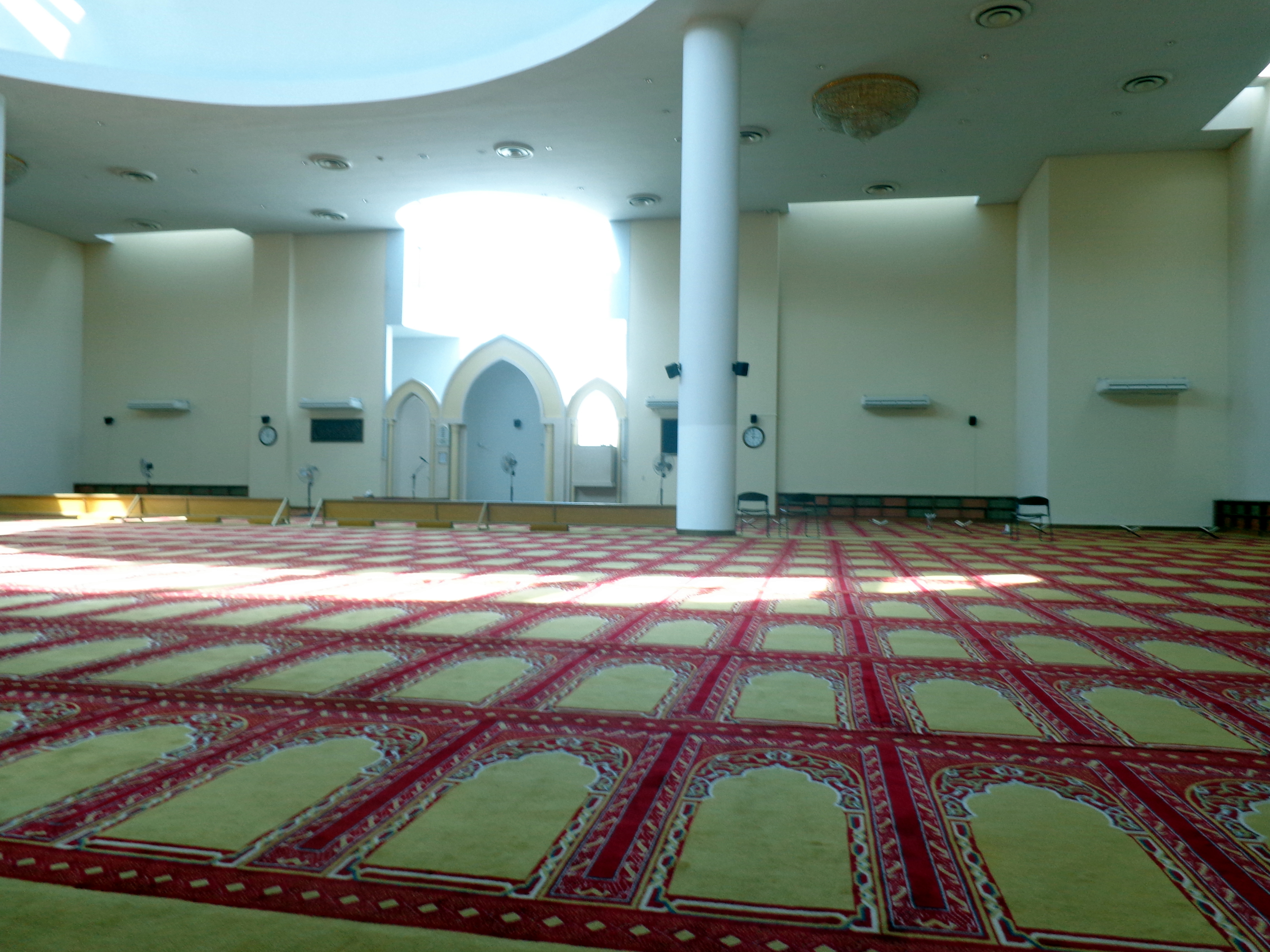
Молитовна зала